# Cinquième circonscription de Hokkaidō
La cinquième circonscription de Hokkaidō (北海道第5区, Hokkaidō dai-go-ku) est l'une des douze circonscriptions législatives que compte la préfecture de Hokkaidō au Japon.

## Description géographique
Entre 1994 et 2022, la cinquième circonscription de Hokkaidō comprend l'arrondissement d'Atsubetsu de Sapporo et, en dehors de Sapporo, le reste de la sous-préfecture d'Ishikari, dont les villes d'Ebetsu, Chitose et Eniwa ainsi que les bourgs, entre-temps devenus des villes, de Kitahiroshima et Ishikari,. En 2022, elle se voit adjoindre une partie de l'arrondissement de Shiroishi de Sapporo mais perd la ville d'Ishikari au profit de la quatrième circonscription,.

## Députés
| Législature | Début de mandat | Fin de mandat | Député élu         | Parti politique | Parti politique |
| ----------- | --------------- | ------------- | ------------------ | --------------- | --------------- |
| 41e         | 1996            | 2000          | Nobutaka Machimura |                 | PLD             |
| 42e         | 2000            | 2003          | Nobutaka Machimura |                 | PLD             |
| 43e         | 2003            | 2005          | Nobutaka Machimura |                 | PLD             |
| 44e         | 2005            | 2009          | Nobutaka Machimura |                 | PLD             |
| 45e         | 2009            | 2010          | Chiyomi Kobayashi  |                 | PDJ             |
| 45e         | 2010            | 2012          | Nobutaka Machimura |                 | PLD             |
| 46e         | 2012            | 2014          | Nobutaka Machimura |                 | PLD             |
| 47e         | 2014            | 2016          | Nobutaka Machimura |                 | PLD             |
| 47e         | 2016            | 2017          | Yoshiaki Wada (ja) |                 | PLD             |
| 48e         | 2017            | 2021          | Yoshiaki Wada (ja) |                 | PLD             |
| 49e         | 2021            | 2024          | Yoshiaki Wada (ja) |                 | PLD             |
| 50e         | 2024            | -             | Maki Ikeda         |                 | PDC             |